# Ivan Zach
Ivan Zach (* 12. dubna 1964 Slaný) je český podnikatel, majitel finanční skupiny Ges. Jednotlivé divize této skupiny vlastní televizi Prima (dříve poloviční podíl, druhou půlku držela švédská firma MTG, v červnu 2019 ji ovládl zcela), síť rozhlasových stanic (Kiss, Country, Beat, Spin, Signál, Radio 1), firmu ZVVZ Milevsko vyrábějící vzduchotechniku, firmu Koh-i-noor Mladá Vožice vyrábějící rozprašovače, zdravotní pojišťovnu Média, kancelářské centrum Crystal v Praze u stanice metra Želivského či diplomatickou čtvrť v pražské Tróji.
Podle časopisu Forbes byl v roce 2022 67.-68. nejbohatším Čechem, a to s majetkem v hodnotě 6,2 miliardy korun..
V letech 2002 až 2006 byl předsedou České basketbalové federace.